# ジョルジュ＝ルイ・ルサージュ

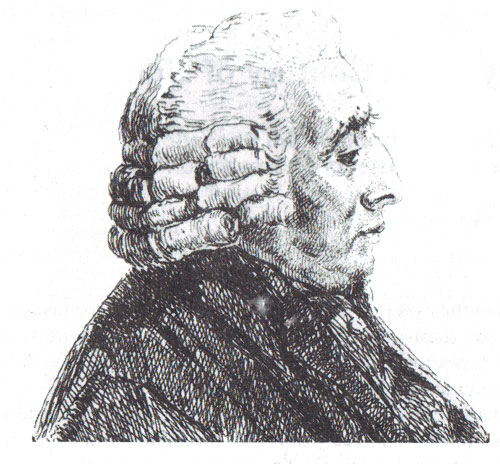
Georges-Louis Le Sage

ジョルジュ＝ルイ・ルサージュ（Georges-Louis Le Sage、1724年6月13日 - 1803年11月9日）は、宇宙に均等に充満しているガス状の微粒子が物体に衝突する際に与える力が引力を生じるという『ルサージュの重力理論』で知られる物理学者である。他に電信の発明や気体の運動理論で知られる。
ジュネーヴに生まれた。父親も学者で両親から厳しい教育を受けた。ジュネーヴの大学に学び、ガブリエル・クラマーのもとで数学、カレンドリニのもとで物理を学び、ジャン＝アンドレ・ドリュークと親交を結んだ。後にバーゼルで薬学を学び、数学の個人教授をした。バーゼルでダニエル・ベルヌーイに会い、ベルヌーイの気体の運動論に大きな影響を受けた。その後パリでも薬学を学んだ。ジュネーブに戻った後、数学に専念することにした。ジュネーヴの数学の教授になろうとしたが、その地位は得られなかった。
論文を多く発表することはなかったが、多くの科学者たちと、手紙をやりとりした。その中にはダランベール、オイラー、 パオロ・フリージ、 ボスコヴィッチ、 ランベルト、 ラプラス、 ダニエル・ベルヌーイ、 アボジット、 スタンホープ卿 などがいる。また数学の教え子にはラ・ロシュフコー、サイモン・リュイリエ、ピエール・プレヴォなどがいる。フランス科学アカデミーやイギリス王立協会の会員になった。
1774年に初歩的な電信の実験を行った。ルサージュの家の二部屋の間に、アルファベットに対応する26本の電線をひいて通信のデモを行った。また気体運動論の分野では粒子の衝突による圧力の発生の説明を行った。
『ルサージュの重力理論』は1748年に出版されなかった論文で表明され、1756年と1758年にさらに詳細が"Essai de Chymie Mechanique"として発表された。 著書"Lucrece Newtonien" （『ニュートン的ルクレチウス』：題目は古代原子論を詩の形式で叙述したローマ共和政末期の詩人・哲学者ルクレティウスに因んでいる）で一般向けに出版された。微粒子が物体に衝突する際に与える力が引力を生じるという考えはルサージュが最初に唱えたものではないが、ルサージュの重力理論として知られることになった。

## 関連記事
- 重力を説明する古典力学的理論